# Baron Lucas of Chilworth
Baron Lucas of Chilworth, of Chilworth in the County of Southampton, ist ein erblicher britischer Adelstitel in der Peerage of the United Kingdom.

## Verleihung und Geschichte des Titels
Der Titel wurde am 27. Juni 1946 dem Unternehmer und Labour-Politiker George Lucas verliehen.
Heutiger Titelinhaber ist dessen Sohn Simon Lucas als 3. Baron.

## Liste der Barone Lucas of Chilworth (1946)
- George Lucas, 1. Baron Lucas of Chilworth (1896–1967)
- Michael Lucas, 2. Baron Lucas of Chilworth (1926–2001)
- Simon Lucas, 3. Baron Lucas of Chilworth (* 1957)

Titelerbe (Heir apparent) ist der Sohn des aktuellen Titelinhabers Hon. John Lucas (* 1995).